# Damköhlertal
Damköhlertal (Da) är ett dimensionslöst tal som uttrycker förhållandet mellan den karakteristiska kemiska reaktionshastigheten och flödeshastigheten. Det är uppkallat efter Gerhard Damköhler. Beroende på hur den kemiska reaktionshastigheten respektive flödeshastigheten definieras finns det ett antal olika Damköhlertal.